# オスカー (アイルランド神話)
オスカーまたはオスカル（英語: Oscar、 oscara = "deer / god friend"）は、アイルランドの伝統文学、フィアナ伝説群（フェニアンサイクル）のオシアン（オイシン、Oisín）の息子。勇猛果敢で知られる戦士。祖父はフィアナ騎士団の一人で壮大な英雄フィン・マックール。 Plor na mBanと兄弟であり、花嫁はMalvinaと呼ばれている。  
ディルムッド・オディナとは固い友情で結ばれており、彼を見殺しにしたフィンを非難する。Bruidhean Chaorthainn（クイックンツリーの妖精宮殿）で、オスカーはシャノンのフォードでの戦いで世界の王シンサーの頭を一掃。 彼の剣ゲル・ ナ・グコランは元はカラドボルグと呼ばれ。ガウラの戦いでケルブレを討ち取るが、同時にその時の傷が致命傷となり命を落とす。  